# 哈芬瑞福人类学博物馆
哈芬瑞福人类学博物馆（英文：Haffenreffer Museum of Anthropology）是布朗大学的一座教学博物馆。

## 历史
该博物馆在校园内曼宁楼有一个2,000-平方英尺（190-平方）的展厅。 它的藏品研究中心则位于罗德岛州布里斯托。